# Ла Алијанза (Порторико)
Ла Алијанза (шп. La Alianza) град је у америчкој острвској територији Порторико, острвској држави Кариба.

## Демографија
По попису из 2010. године број становника је 1.947, што је 192 (-9,0%) становника мање него 2000. године.
| Група             | 2000.         | 2010.         |
| Белци             | 8 (0,4%)      | 6 (0,3%)      |
| Афроамериканци    | 55 (2,6%)     | 57 (2,9%)     |
| Азијати           | 0 (0,0%)      | 2 (0,1%)      |
| Хиспаноамериканци | 2.124 (99,3%) | 1.941 (99,7%) |
| Укупно            | 2.139         | 1.947         |